# Great River of Grand Bacolet
Great River of Grand Bacolet är ett vattendrag i Grenada.   Det ligger i parishen Saint Andrew, i den sydöstra delen av landet, 13 km öster om huvudstaden Saint George's. Great River of Grand Bacolet ligger på ön Grenada.